# Ipotesi sopravvivenza
Ipotesi sopravvivenza (Threads) è un film per la televisione del 1984, scritto da Barry Hines e diretto da Mick Jackson di genere apocalittico. Prodotto in collaborazione tra BBC, Western World Television e Nine Network, il film narra in uno stile documentaristico un possibile scenario post-bellico a séguito di un conflitto atomico mondiale.
La trama principale riguarda due famiglie di Sheffield, in Inghilterra, i Kemp e i Beckett, che affrontano le loro crisi personali mentre la tensione tra le superpotenze degenera in un conflitto armato. Una trama secondaria che si svolge attorno al Capo Esecutivo del consiglio municipale di Sheffield illustra i piani inefficaci che il governo britannico dell'epoca aveva per gestire una situazione di guerra nucleare. Quando infine scoppiano le ostilità, i personaggi sono costretti a lottare e sopravvivere alle conseguenze sanitarie, economiche e ambientali di un attacco nucleare.
Girato con un budget di £250,000-350,000, il film fu il primo del suo genere a rappresentare un inverno nucleare, ed è stato lodato dai recensori sia come uno dei film sul tema della guerra nucleare più realistici sia uno dei film più terrificanti mai realizzati.

## Trama

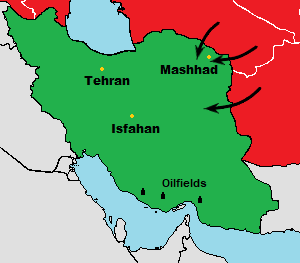
Dall'Afghanistan già annesso sotto il controllo sovietico, le truppe invadono l'Iran settentrionale (mappa creata da un ritaglio di The Observer, che si vede nel film)

Il 5 marzo di un anno imprecisato degli anni ottanta, una notizia radiofonica commenta una guerra civile in corso in Iran. Il 5 maggio, la BBC 1 rivela che l'Unione Sovietica ha occupato l'Iran settentrionale in risposta a un colpo di stato avvenuto una settimana prima. Il Ministro degli esteri sovietico Gromyko insiste che l'intervento fu in risposta ad appelli da legittime forze governative iraniane, e accusa gli Stati Uniti di aver provocato il colpo di stato allo scopo di restaurare il regime dello scià. Tre giorni dopo, gli Stati Uniti insinuano la possibilità di mandare truppe in Iran per impedire ai sovietici di raggiungere i campi petroliferi nel sud. Nel frattempo, ignari della crisi internazionale, i giovani residenti di Sheffield Ruth Beckett e Jimmy Kemp, rispettivamente di famiglia borghese e operaia, decidono di sposarsi dopo una gravidanza inattesa.
L'11 maggio, la marina militare americana nell'Oceano Indiano viene messa in allerta dopo la scomparsa dell'USS Los Angeles nel Golfo Persico. Il giorno successivo, una collisione navale nel Golfo di Oman tra l'incrociatore Kirov e l'USS Callaghan provoca gravi danni alla nave sovietica. Il coinvolgimento dell'Unione Sovietica nella scomparsa della Los Angeles è confermato con la scoperta di detriti e una fuoriuscita di petrolio nel Golfo Persico, inducendo il Presidente degli Stati Uniti ad avvertire i sovietici che "il processo da loro innescato rischia di condurci sull'orlo di un confronto armato".

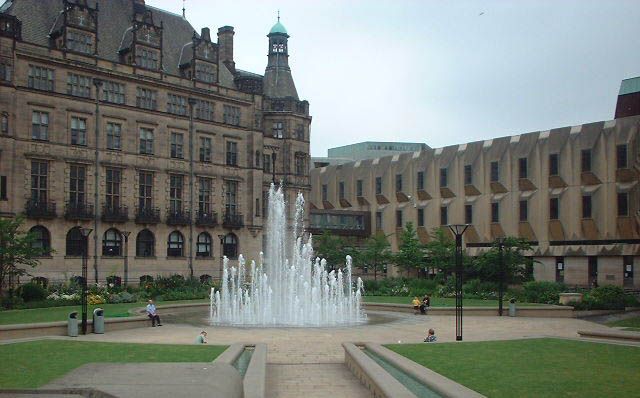
Sheffield Town Hall

Il 17 maggio, gli Stati Uniti mandano un contingente di pronto intervento a insediarsi nei pressi di Esfahān nell'Iran occidentale, nel tentativo di fermare l'avanzata sovietica verso il sud. Nel frattempo, la Home Office comincia a mettere in atto un piano per gestire il Regno Unito in un possibile scenario post-bellico, che prevede la decentralizzazione del governo in un sistema di amministrazioni locali, ciascuna capeggiata da un controllore con pieni poteri governativi. Il consiglio comunale di Sheffield viene perciò incaricato di radunare un team d'emergenza, che si stabilisce in un bunker sotto il municipio di Sheffield. I membri del team però sono impreparati per i loro ruoli, e molti non si presentano, preferendo restare con le proprie famiglie.
I sovietici rispondono al dispiegamento di truppe americane trasportando missili nucleari nella loro nuova base a Mashhad. Il 20 maggio, gli Stati Uniti propongono una ritirata congiunta dall'Iran, da cominciare nel pomeriggio del 22, mentre il Regno Unito invia truppe in Europa per far fronte a un incremento di truppe del Patto di Varsavia nella Germania dell'Est. I sovietici ignorano l'ultimatum americano e, un'ora dopo la scadenza, la loro base in Mashhad viene attaccata da squadroni di bombardieri B-52 con armi convenzionali. I sovietici difendono la base con un missile terra-aria nucleare, abbattendo molti bombardieri. La battaglia cessa quando gli Stati Uniti distruggono la base sovietica con un'arma nucleare tattica.
Il giorno successivo, le marine militari americane e sovietiche si scontrano nel Golfo Persico. Il Regno Unito entra nel panico, col risultato di tumulti e sciacallaggio. Sotto il nuovo stato d'emergenza, la polizia viene autorizzata a arrestare gli elementi considerati sovversivi, inclusi gli attivisti per la pace e i sindacalisti. Una campagna di informazione pubblica incoraggia i cittadini a costruire rifugi improvvisati, ma tra i Kemp e i Beckett soltanto quest'ultimi, vivendo in una casa vittoriana fornita d'una cantina, dispongono d'una protezione affidabile.
Nonostante gli appelli per la calma da parte del governo britannico, la situazione internazionale continua a peggiorare: il 24 maggio, a causa d'una rivolta nella Germania dell'Est, i sovietici bloccano tutte le entrate e le uscite stradali da Berlino Ovest. L'USS Kitty Hawk viene affondata,  gli Stati Uniti impongono un blocco aereo-navale intorno Cuba e tumulti anti-sovietici nelle grandi città americane hanno come risultato danni ai consolati russi. Il giorno dopo, la BBC comunica che i missili usati durante la battaglia di Mashhad erano della gamma di 50-100 chilotoni, e che il fallout nucleare ha provocato l'evacuazione di città nel Pakistan occidentale.
Il 26 maggio, alle 8:35 GMT (3:35 in Washington), i sovietici fanno detonare un missile sopra il mare del nord, producendo un impulso elettromagnetico che danneggia gravemente le comunicazioni tra il Regno Unito e l'Europa nord occidentale. Due minuti dopo, la prima salva di missili colpisce gli obiettivi militari NATO, incluso RAF Finningley, situata 27 chilometri da Sheffield e usata come base per i Phantom americani. L'onda d'urto raggiunge la città, frantumando gran parte delle finestre e, nel caos che consegue, Jimmy scompare tra la folla di cittadini terrorizzati mentre cerca di trovare Ruth. Infine, un missile da un megatone lanciato al viadotto di Tinsley distrugge i centri di comunicazioni, energia, siderurgia e chimici, causando danni collaterali devastanti. In tutto, le esplosioni a livello mondiale ammontano a 3000 megatoni, di cui 210 nel Regno Unito, dove due terzi di tutte le case sono distrutte e 17-30 milioni dei suoi abitanti uccisi. 

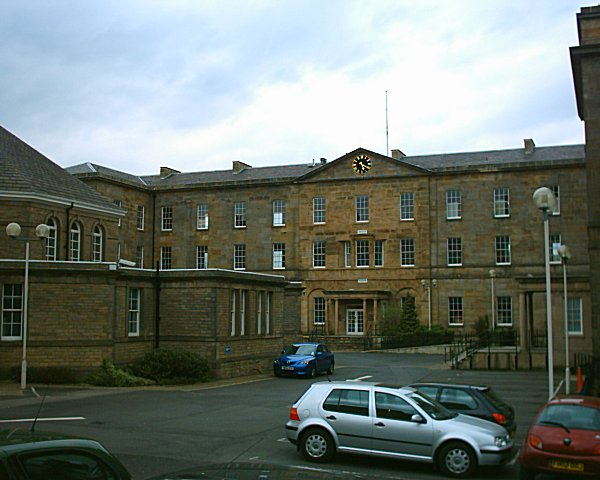
Sheffield Royal Infirmary, dove si svolge la scena dell'ospedale

Un'ora e mezza dopo, il fallout nucleare, prodotto da un'esplosione a bassa quota a Crewe, discende su Sheffield, impedendo ai pompieri di spegnere gli incendi e di soccorrere i civili seppelliti sotto le macerie. I genitori di Jimmy, la cui casa a schiera è stata scoperchiata dall'onda d'urto, si trovano quindi fatalmente contaminati dalle particelle radioattive. Intanto, il team d'emergenza è intrappolato sotto le macerie del municipio, e salvarli è impossibile a causa degli alti livelli di radioattività e della distruzione di tutte le strade. Mantenendo contatto con le forze dell'ordine attraverso segnali radiofonici a mala pena udibili, il team emana decreti sempre più draconiani sulla distribuzione dei viveri e l'assegnazione di domicili per i senzatetto, dando priorità a coloro meno esposti alle radiazioni. Nel frattempo, Ruth abbandona i suoi genitori e la sicurezza della sua cantina alla ricerca di Jimmy. Durante il suo viaggio lungo le rovine di Sheffield, Ruth va in un ospedale affollato in uno stato di squallore totale dove, senza elettricità, né acqua corrente, né medicine, i dottori affaticati sono costretti a trattare le lesioni e amputare gli arti infetti senza anestetico. Al suo ritorno a casa — per via del fetore proveniente dalla cantina — intuisce che i suoi genitori sono morti.
Un mese dopo l'attacco, dei soldati riescono a penetrare nelle macerie del municipio, dove scoprono che i membri del team d'emergenza sono tutti morti soffocati. Nel frattempo, cominciano i primi tentativi di ricostruzione, con lavori forzati mirati alla produzione agricola. I raggi del sole però vengono bloccati dalle milioni di tonnellate di ceneri, fumo e detriti sparsi nell'atmosfera, avendo come conseguenza lo sviluppo d'un inverno nucleare che abbassa le temperature e impedisce la piena crescita dei raccolti. I superstiti vengono ulteriormente decimati da malattie come colera e tifo sparse dai milioni di cadaveri, lasciati all'aperto poiché seppellirli viene considerato uno spreco di manodopera e bruciarli uno spreco della benzina necessaria per alimentare i trattori e le mietitrebbiatrici. Con i soldi ormai inutili, l'unica valuta valida per motivare i lavoratori è il cibo, dato come ricompensa per la collaborazione o trattenuto come punizione. Questo sistema risulta in un incremento di sciacallaggio, costringendo il governo a ripristinare la pena di morte. Ruth si unisce a una schiera di profughi che fuggono le rovine di Sheffield per le campagne di Buxton alla ricerca di cibo. Alla fine, partorisce una figlia senza assistenza medica, dovendo staccare il funicolo ombelicale con i denti.
Un anno dopo la guerra, si è fatto pochissimo per ricostruire le città e le industrie, e il primo inverno ha fatto scempio dei bambini e degli anziani. Inoltre, i raggi del sole cominciano a ritornare, ma i danni all'ozonosfera provocano un aumento di raggi ultravioletti nei raggi solari, causando un aumento di cancro e cataratta. Per di più, la coltivazione dei raccolti è scarsa, a causa della mancanza dell'attrezzatura adeguata, di fertilizzanti, di pesticidi e della benzina. Per sopravvivere alla carestia risultante, viene implicitamente suggerito che Ruth si trova costretta a prostituirsi in cambio di cibo, che è costituito da ratti morti.
Un decennio dopo, la popolazione della Gran Bretagna scende a livelli medievali, tra i 4 e gli 11 milioni di persone. I superstiti sgobbano nei campi e nelle miniere di carbone con attrezzi primitivi, e molti dei bambini nati dopo la guerra sono mentalmente sottosviluppati, ritardati, o malformati, e parlano una lingua stentata e abbreviata. La scolarizzazione della nuova generazione è limitata al mostrare filmati privi di rilevanza contemporanea su videocassette consumate, e i bambini lavorano in ospizi dilapidati dove dipanano i fili dai vestiti usati. Ruth muore, prematuramente invecchiata e accecata dalla cataratta, lasciando sola sua figlia Jane che, senza mostrare alcuna emozione per la perdita, si limita a impossessarsi degli oggetti di utilità pratica della madre, lasciando apaticamente i ninnoli risalenti al periodo pre-bellico.
Tre anni dopo la morte di Ruth, la società è ulteriormente degenerata fino al punto in cui vi sono impiccagioni pubbliche. Jane ha ormai lasciato il suo ospizio per badare a se stessa nella campagna, sopravvivendo con il furto e la caccia. Si unisce a due ragazzi, e i tre vengono sorpresi mentre rubano del cibo; uno dei ragazzi viene ucciso durante la fuga, e Jane e l'altro ragazzo lottano per il bottino rimasto. La scena degenera poi in ciò che il copione definisce un "rapporto sessuale osceno". Mesi dopo, Jane partorisce in un ospedale improvvisato, e il film si conclude nel momento in cui lei urla alla vista del suo bambino morto e malformato avvolto in uno straccio sudicio di sangue.

## Produzione
(Sceneggiatore Barry Hines)
Ipotesi sopravvivenza ebbe origine durante un periodo di tensione rialimentata tra gli Stati Uniti e l'Unione Sovietica, quando il presidente statunitense Ronald Reagan prese una linea dura contro i sovietici con la sua dottrina Reagan. Nel frattempo, nel Regno Unito, la politica conservatrice e liberista di Margaret Thatcher stava disfacendo molti dei "legami" (threads in inglese) della società liberale del dopoguerra.
Il film fu commissionato dal direttore generale della BBC Alasdair Milne, dopo che aveva visto il documentario proibito The War Game (1965). Mick Jackson fu scelto come regista perché aveva già lavorato nel genere dell'apocalisse nucleare, avendo prodotto nel 1982 il documentario BBC A Guide to Armageddon. Ciò fu considerato un passo in avanti, considerando la precedente censura di The War Game, che fu considerato così straziante che avrebbe risultato in suicidi in massa se messo in onda. In seguito, Jackson viaggiò per Gran Bretagna e gli Stati Uniti, consultando scienziati, psicologi, dottori, specialisti della difesa ed esperti strategici per rappresentare il suo prossimo film nel modo più realistico possibile. Jackson consultò varie fonti per le sue ricerche, tra essi il documento del Science Nuclear Winter: Global Consequences of Multiple Nuclear Explosions, che aveva tra i suoi autori Carl Sagan. I dettagli sul possibile scenario d'attacco e l'entità delle possibile vittime furono tratti dal libro Doomsday: A Nuclear Attack on the United Kingdom (1983), mentre i piani post-bellici inefficaci del governo britannico nel film derivavano dall'exposé War Plan UK, scritto dal giornalista Duncan Campbell nel 1982. Per rappresentare gli effetti psicologici d'un attacco nucleare sui superstiti, Jackson usò come fonte il comportamento dei superstiti dei bombardamenti atomici di Hiroshima e Nagasaki e il libro Nuclear Destruction of Britain di Magnus Clarke (1982). Sheffield fu scelto come ambientazione principale, a causa della sua politica anti-nucleare.
Jackson incaricò Barry Hines di scrivere la sceneggiatura, conoscendolo come un uomo politicamente informato. La relazione tra i due però fu tempestosa, visto che Hines passava ore in campo durante le riprese, e apparentemente detestava Jackson per le sue origini borghesi. Una parte integrante delle loro ricerche consisteva nel passare due settimane nei centri di formazione per i "superstiti ufficiali" della Home Office in Easingwold che, disse Hines, dimostrò "quanto sarebbe stata disordinata [la ricostruzione post bellica]." Lo scenario dell'occupazione sovietica dell'Iran che poi conduce alla guerra nucleare è stato visto come un'analogia alla contemporanea guerra sovietico-afghana.
All'inizio, Jackson voleva usare membri del cast di Coronation Street, ma poi decise di girare il film nello stile neorealista, usando attori sconosciuti per aumentare l'impatto del film attraverso personaggi in cui il pubblico avrebbe potuto identificarsi. Le audizioni furono pubblicizzate nel The Star, un quotidiano locale, e ebbero luogo nel municipio di Sheffield, dove si presentarono 1,100 candidati. Tutte le comparse furono scelti in base all'altezza e all'età. A loro venne chiesto di simulare la miseria e di portare stracci. Il trucco per le comparse che facevano la parte delle vittime di bruciature consisteva in ketchup e il riso soffiato.
Jackson ricordò anni dopo che, al contrario di altre produzioni della BBC, che di norma finivano con un'ondata di telefonate di congratulazioni da colleghi e amici, nessuna chiamata seguì la prima proiezione di Ipotesi sopravvivenza. Jackson si rese conto in seguito che "i telespettatori si erano seduti immobili a riflettere, in molti casi non dormendo o parlando."

## Distribuzione
In Gran Bretagna, il film venne trasmesso per la prima volta alla BBC Two il 23 settembre 1984, raggiungendo l'indice d'ascolto più alto (6.9 milioni) della settimana. Fu trasmesso negli Stati Uniti su TBS Superstation il 13 gennaio 1985, seguito da un programma intitolato On the 8th Day, in cui Carl Sagan e vari altri scienziati sovietici e americani discussero i temi del film.

### Edizione italiana
L'edizione italiana, a cura della RTSI, andò in onda su TSI 1 il 17 gennaio 1985, seguita da un dibattito tra medici, esperti della Protezione civile, studiosi e giornalisti trasmesso in diretta dal centro operatorio protetto dell'Ospedale Regionale di Lugano. L'unica replica avvenne su RaiUno il successivo 7 agosto, il giorno dopo la ricorrenza del quarantesimo anniversario dei bombardamenti atomici di Hiroshima e Nagasaki. Il doppiaggio fu eseguito presso la International Recording con la partecipazione del Gruppo Trenta, sotto la direzione di Renato Izzo.

## Accoglienza

### Critica
Alcuni recensori hanno definito Ipotesi sopravvivenza il "film che riesce meglio a rappresentare l'orrore della guerra nucleare, le sue conseguenze e l'impatto catastrofico che un tale evento avrebbe sulla cultura umana." Il film è stato più di una volta paragonato al film tv americano The Day After - Il giorno dopo, che mostrò uno scenario analogo negli Stati Uniti. Una recensione di entrambi film disse che, "in confronto a Ipotesi sopravvivenza, The Day After è Un giorno alle corse", mentre Ugo Buzzolan disse che disponeva di "effetti ancora più crudeli e impressionanti".